# جوئل والنسیا
جوئل والنسیا (انگلیسی: Joel Valencia؛ زادهٔ ۱۶ نوامبر ۱۹۹۴) بازیکن فوتبال اهل اکوادور است.
از باشگاه‌هایی که در آن بازی کرده‌است می‌توان به باشگاه فوتبال کوپر و باشگاه فوتبال رئال ساراگوسا اشاره کرد.
وی همچنین در تیم‌های ملی فوتبال زیر ۱۷ سال اسپانیا و Ecuador national under-17 football team بازی کرده‌است.